# Bean
Bean – wieś w Anglii, w hrabstwie Kent, w dystrykcie Dartford. Leży 25 km na północny zachód od miasta Maidstone i 31 km na wschód od centrum Londynu. W 2001 miejscowość liczyła 1557 mieszkańców.